# Ponte da Amizade Tailândia-Laos
A Ponte da Amizade Tailândia-Laos (em tailandês:  สะพานมิตรภาพ ไทย-ลาว แห่งที่; em laociano:  ຂົວມິດຕະພາບ ລາວ-ໄທ ແຫ່ງທຳອິດ) é uma ponte internacional rodoferroviária sobre o rio Mecom, entre a prefeitura de Vientiane (Laos) e a província de Nong Khai (Tailândia). A capital do Laos, Vientiane, está a aproximadamente 20 km da ponte. Com comprimento de 1170 m, a ponte tem duas vias rodoviárias de 3,5 m de largura, dois passeios de 1,5 m e uma única via férrea no centro.
O sentido de circulação rodoviário na ponte é pelo lado esquerdo, tal como na Tailândia. Como no Laos o sentido é pelo lado direito. Existe um local controlado por semáforos no lado do Laos, para poder alterar o lado de circulação.
Desde fevereiro de 2010 que a companhia ferroviária Eastern and Oriental Express cruza o Mecom nesta ponte.